# Pape Diouf (musicien)
Pour les articles homonymes, voir Pape Diouf.
 (mars 2019).
Si vous disposez d'ouvrages ou d'articles de référence ou si vous connaissez des sites web de qualité traitant du thème abordé ici, merci de compléter l'article en donnant les références utiles à sa vérifiabilité et en les liant à la section « Notes et références ».
Pape Diouf est un musicien sénégalais jouant notamment du mbalax.

## Biographie
Né en 1973 à Dakar, Pape Cheikh Diouf est issu d’une famille Guewel (griot) originaire du delta de Siné-Saloum dans le sud-ouest du Sénégal.
À Philadelphie, Pape Diouf a été honoré par le Commonwealth de la Pennsylvanie avec deux prix, remis par le sénateur d’État Anthony H. Williams - l’un pour honorer la contribution de Diouf au patrimoine musical de l’Afrique et l’autre un « artiste de l’année »prix en reconnaissance du soutien de Diouf aux personnes handicapées au Sénégal et de sa nomination par le ministre de la Santé pour diriger la campagne de sensibilisation à l’Ebola et plus encore.
Vétéran du groupe Lemzo Diamono, Pape Diouf fait ses débuts en solo en 1998 et, avec l’aide de son groupe, la Génération Consciente, revitalise le son classique m’balax de Dakar. Ses chansons émouvantes, sa voix captivante et sa présence charismatique sur scène lui ont valu une série de succès, dont « Bèguè » de 2011, ce qui en a fait une véritable superstar en Afrique de l’Ouest.
Son album le plus récent, Ecoutez! a été publié au Sénégal en 2022.

## Discographie
| Year | Albums                           | Singles            |
| ---- | -------------------------------- | ------------------ |
| 2005 | Partir!                          |                    |
| 2008 | Jotna                            |                    |
| 2013 | Casse Casse                      | Diofior            |
| 2014 | Ràkkaaju                         |                    |
| 2018 | Enjoy                            |                    |
| 2018 | Elle est à moi (ft. Fally Ipupa) |                    |
| 2020 |                                  | First Lady         |
| 2020 |                                  | Humanité           |
| 2020 | Far West Africa                  |                    |
| 2022 | Ecoutez                          |                    |
| 2023 |                                  | Goor Daay Am Doole |
| 2023 |                                  | Sama Seytane       |